# Peter Paul Morandell
Peter Paul Morandell (* 7. Februar 1901 in Bozen; † 31. Jänner 1976 in Innsbruck) war ein österreichischer Volks- und Landschaftsmaler.

## Leben
Peter Paul Morandell wurde als Sohn eines k.u.k. Postbeamten 1901 in Bozen geboren, das damals zu Österreich gehörte. Seine Ausbildung erhielt er in Bozen und Rom. Im Jahr 1940 wanderte er im Zuge der Optionspolitik, wie viele Südtiroler, aus. Nach dem Krieg bemühte er sich um eine weitere Ausbildung an der Akademie in Wien. Später ließ er sich in Innsbruck nieder, hielt sich aber auch immer wieder in seiner alten Heimat auf.
Zu seinen Werken gehörten Wandgemälde und Tafelbilder, die sich bevorzugt mit Landschaftsdarstellungen und mit volkstümlichen Themen beschäftigten. Daneben wirkte Morandell in Südtirol, Tirol und Bayern auch als Freskant im kirchlichen Bereich, wie z. B. mit seinem Totentanz an der Friedhofskapelle in Scheffau. Der Stil seiner oft vereinfachenden gegenständlichen Malerei mit häufig intensivem Kolorit bewegte sich zwischen Expressionismus und Spätimpressionismus.
Morandell war 1943 und 1944 auf den Großen Deutschen Kunstausstellungen in München vertreten.

## Werke

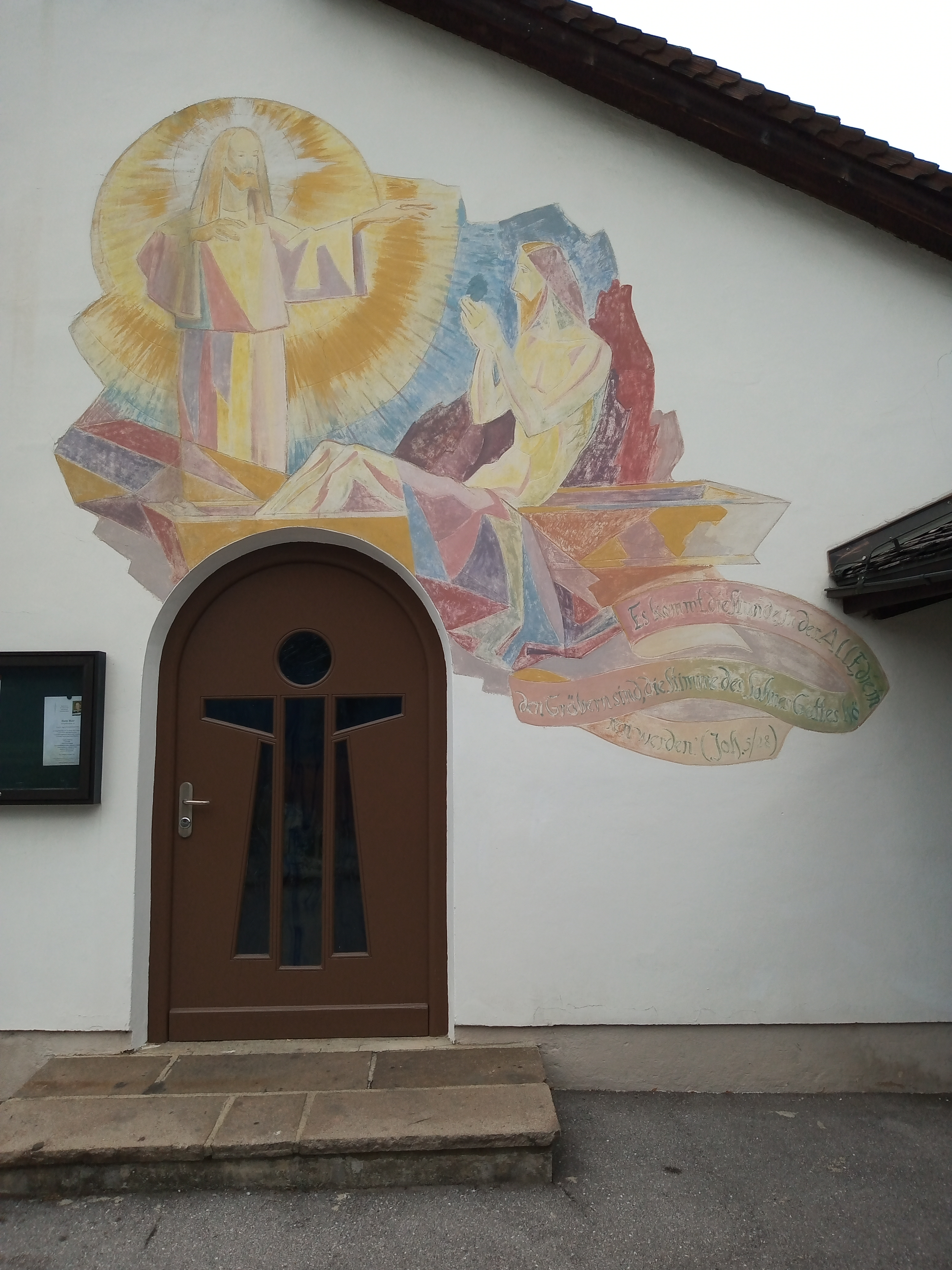
Wandbild an der Friedhofskapelle Rum

- Sämann, Brotzeit (Ölbilder), ausgestellt 1941 auf der Gauausstellung in Innsbruck
- Wandfresko Front und Heimat, Rathaus Telfs, 1941[1]
- Wandfresken Die Befreiung der Ostmark, Bauer, Gewerbetreibender, Standschütze, Marketenderin, Sitzungssaal des Rathauses Kufstein, 1942[2]
- Feierabend in Südtirol (Tafelbild, Öl; ausgestellt 1943 auf der Großen Deutschen Kunstausstellung in München; erworben vom Nazi-Führer Goebbels)[3]
- Wandbilder an der Eingangsfassade (Kinder und Landleben) und im Eingangsbereich (Märchen), Volksschule Götzens, 1955[4]
- Wandgemälde Die drei Lebensalter, Friedhofskapelle Scheffau am Wilden Kaiser, 1955[5][6]
- Wandmalerei drei betagte Menschen, Altenwohn- und Pflegeheim Kirchbichl, 1956[7]
- Wandbild Auferweckung des Lazarus, Friedhofskapelle Rum, 1956[8]
- Wandbild, Volksschule Sellrain, 1959[9]
- Fresko hl. Florian als Beschützer des Dorfes, Postgebäude Obertilliach, 1960[10]
- Fresko mit Szenen aus dem örtlichen, bäuerlichen Leben, Gemeindeamt Obertilliach, um 1960[11]